# グエリーノ・ゴッタルディ
グエリーノ・ゴッタルディ（Guerino GOTTARDI、1970年12月18日- ）は、スイス・ベルン出身のサッカー選手、サッカー指導者。ポジションはDF。

## 経歴
1989年にBSCヤングボーイズでプロデビューし、2年目にしてレギュラーを掴む。その後、ヌーシャテル・ザマックスに移籍4年間在籍した後、そこでの活躍が認められ、1995年に、イタリアのSSラツィオに移籍して以降はスーパーサブとして活躍。1998年の同チームのコッパ・イタリア制覇に貢献した。この時ACミラン相手に2-0とされていたラツィオは彼の投入に伴って3-2で勝利した。また、ASローマ戦でも活躍を見せた事で有名な選手である。9年間の在籍で84試合の出場に留まったが、ティフォージからも愛された。2004年、ラツィオで引退した。スイスとイタリアの二重国籍を持つ。

## タイトル

### クラブ
- セリエA:2000
- コッパ・イタリア:1998, 2000, 2004
- スーペルコッパ・イタリアーナ:1998, 2000
- UEFAカップウィナーズカップ:1999
- UEFAスーパーカップ:1999